# 21290 Видра
21290 Видра (21290 Vydra) — астероїд головного поясу, відкритий 9 листопада 1996 року.
Тіссеранів параметр щодо Юпітера — 3,327.